# Helichus tenuis
Helichus tenuis is een keversoort uit de familie ruighaarkevers (Dryopidae). De wetenschappelijke naam van de soort werd in 1924 gepubliceerd door George Charles Champion.